# Марк Постумий Фест
Марк Постумий Фест (на латински: Marcus Postumius Festus) е политик и сенатор на Римската империя през 2 век.
През 160 г. Постумий Фест е суфектконсул заедно с Авъл Платорий Непот Калпурниан Марцел.